# ネポムセノ・マタラナ
ブエナベンチュラ・ネポムセノ・マタラナ（Buenaventura Nepomuceno Matallana、1891年9月-1960年1月24日）はコロンビアのシリアルキラーである。別名「マタ博士」。

## 犯行
ネポムセノ・マタラナは弁護士を装い、6人から7人の殺害に関与したと信じられている。彼の犯罪はコロンビア社会に大きなセンセーションを巻き起こした。裁判では、傍聴人が多すぎて、裁判官は公判のために劇場を借りなければならなかった。コロンビアのノーベル文学賞受賞作家であるガブリエル・ガルシア・マルケスは、彼の伝記で「有名なマタ博士を裁くためにボゴタで行われている裁判は、ラジオドラマの『生まれる権利』と（その人気を）競い合っている」と述べた。ネポムセノ・マタラナは公判中の1948年4月9日に起きたホルヘ・エリエセル・ガイタンの暗殺とコロンビア内戦の混乱中に脱獄したが、1949年、商人アルフレド・フォレロ・ヴァネガスを殺害した罪で有罪となり、禁固24年を宣告された。

## 死
1960年1月24日、ネポムセノ・マタラナはボゴタのエル・モデロ刑務所の診察室で、心不全を伴う気管支炎で亡くなった。遺体は2日後、ボゴタの中央墓地に埋葬された。

## ドラマ化
2014年にコロンビアのテレビ局RCNテレビシオンで放送されたセルヒオ・カブレラ監督のテレビドラマ『マタ博士』はネポムセノ・マタラナの事件に基づいている。